# 강연재
강연재(姜沇材, 개명 이전의 이름: 강희정(姜熙貞), 1975년 9월 14일 ~ )는 대한민국의 변호사, 정당인이다.

## 생애

### 변호사 경력
강연재는 1975년 9월 14일에 경상북도 대구시(현재의 대구광역시)에서 1남 4녀 가운데 막내로 태어났으며 대구 신명여자고등학교(현재의 신명고등학교)를 졸업했다. 서울시립대학교에서 세무학과 학사 학위를 취득했고 2002년에 실시된 제44회 사법시험에 합격했다. 2003년부터 2005년까지 제34기 사법연수원 과정을 이수했고 법무법인 바로세움, 법무법인 대륙아주 소속 변호사로 근무했다.
2007년에는 서울중앙지방법원 상설조정위원회 조정위원을 역임했고 2009년에는 M&A 컨설팅 상무이사를 역임했다. 2010년 1월부터 2012년까지 대한변호사협회 사무차장을 역임했다. 또한 SBS 《솔로몬의 선택》, 《TV로펌 솔로몬》, 문화방송(MBC) 《생방송 오늘아침》, YTN 《이슈오늘》, 매일방송(MBN) 《아궁이》, 《속풀이쇼 동치미》, TV조선 《TV로펌 법대법》, 《최희준의 왜?》, 《시사쇼 이것이 정치다》, 《TV조선 강적들》 등의 텔레비전 프로그램에서 패널로 출연했다.

### 정치인 경력
강연재는 2004년에 열린우리당에 입당한 이후에 대통합민주신당, 민주당(옛 이름 통합민주당) 당원으로 활동했지만 2011년에 민주당을 탈당했다. 강연재는 2012년에 안철수의 청춘콘서트에 참여했던 청년들이 중심이 되어 창당한 정당인 청년당에 합류했다. 강연재는 2012년 4월 11일에 실시된 대한민국 제19대 국회의원 선거에서 청년당 비례대표 1번 후보(1번 강연재, 2번 오태양, 3번 강주희, 4번 우인철)로 출마했으나 청년당이 비례대표 득표율 0.34%를 기록하면서 낙선했으며 청년당 또한 중앙선거관리위원회로부터 정당 득표율 미달로 인하여 등록이 취소되었다.
강연재는 2014년에 안철수 대표가 이끌던 새정치연합에 입당했는데 새정치연합이 김한길 대표가 이끌던 민주당과의 합당을 결정하면서 새정치민주연합(현재의 더불어민주당) 당원이 되었다. 2014년 3월부터 6월까지 새정치민주연합 상근부대변인을 역임했고 2015년에는 강동호, 오창훈, 정연정과 함께 안철수의 정치 활동을 소재로 한 정치 서적 《안철수는 왜?》를 출간하면서 '안철수 키즈'로 분류되었다. 하지만 강연재는 정치 노선 문제로 인하여 안철수 등과 함께 새정치민주연합에서 탈당하게 된다.
강연재는 2016년에 새정치민주연합에서 탈당한 안철수가 김한길, 천정배, 박주선 의원 등과 함께 창당한 정당인 국민의당에 합류했다. 2016년 4월 13일에 실시된 대한민국 제20대 국회의원 선거에서는 서울 강동구 을 국민의당 후보로 공천받았으나 심재권 더불어민주당 후보, 이재영 새누리당 후보에 밀려 3위로 낙선했다. 강연재는 국민의당에서 부대변인을 역임했으며 2017년 5월 9일에 실시된 대한민국 제19대 대통령 선거에서 안철수 국민의당 후보의 중앙선거대책본부 TV토론 부단장을 역임했다. 하지만 2017년 7월에 "현재의 국민의당은 제3의 길을 제시하는 중도주의 정당도, 전국 정당도 아니며 안철수가 제시한 '새 정치'도 없었다."고 국민의당을 비판하는 성명을 발표하면서 탈당하게 된다.
강연재는 2018년 1월에 자유한국당에 입당하면서 홍준표 자유한국당 대표 법무특보로 임명되었다. '홍준표 키즈'로 분류된 강연재는 2018년 6월 13일에 실시된 2018년 대한민국 재보궐선거에서 안철수가 2017년에 실시된 대통령 선거 출마를 위하여 사퇴하면서 공석이 된 서울 노원구 병 국회의원 자유한국당 후보로 공천받았는데 노원구청장을 역임했던 김성환 더불어민주당 후보, '박근혜 키즈'로 분류되는 이준석 바른미래당 후보에 밀려 3위로 낙선했다. 2020년에 실시된 대한민국 제21대 국회의원 선거에서는 미래통합당(현재의 국민의힘) 대구 북구 을 국회의원 예비 후보로 등록했으나 미래통합당의 후보 공천 과정에서 탈락했다. 2021년 6월에 국민의힘에서 탈당하고 국민혁명당에 합류했다.

## 논란

### 음주운전 관련 논란
강연재는 2011년 4월 22일에 《도로교통법》 위반에 해당하는 음주운전 혐의로 벌금 200만원을 선고받았다. 강연재는 국민의당 부대변인을 역임하고 있던 2016년에 강연재의 전과 기록이 담긴 스크린샷 사진과 함께 "음주운전은 살인 행위와 다를 바 없고 절대로 선출직 공직에 출마하면 안 된다고 생각하는 데 동의하십니까?"라는 메시지를 전달한 트위터 이용자를 차단했다.

### 문재인 지지층과 촛불집회 비난
강연재는 국회의 박근혜 대통령 탄핵 소추안 표결을 앞두고 있던 2016년 12월 4일에 자신의 트위터에 문재인 지지층을 향하여 "소위 '친문·문빠·광신도들'의 진실 왜곡과 반말 짓거리는 보수 꼴통 지지자보다 더하고 결코 뒤지지 않는다. 이들은 사실 판단 못 하고 지령을 받은 좀비처럼 함부로 막말을 질러대는 짓거리들이다. 이들은 우리(국민의당)가 박근혜 대통령 탄핵에 반대한다고 주장하는데 소가 웃을 일이다."라고 비난하는 글을 게재했다가 논란이 되자 삭제했다. 이어 강연재는 "심한 병자에게는 반드시 형사 처벌로 돌려드립니다. 온라인에서 더욱 아름다워지시길"이라고 문재인 지지층을 조롱하는 글을 게재했다.
강연재는 2016년 11월 23일에 자신의 트위터에 서울 광화문광장에서 열린 박근혜 대통령 퇴진 운동 촛불집회에 대해 "'진보와 보수, 여당과 야당, 영남과 호남 지역 감정'을 모두 뛰어넘어 '헌법 정신 수호와 부패 권력 척결'이라는 대의로 하나되어 아름답게 마무리됐던 광화문 국민 촛불 민심이 또다시 정치 이념 투쟁으로 변질되는 일이 없길 바란다. 대다수의 국민을 위해서 미래에 먹고 살 대책도 시급하다."는 글을 게재했다. 또한 2017년 1월 23일에는 자신의 트위터에 "촛불집회에 '이석기 석방', '문창극 연설'이 나오는 것을 보면 광화문광장도 잠정 휴업을 해야 한다. 박정희 아니면 노무현, 박근혜 아니면 문재인, 좌파 아니면 우파라는 구도를 보면 합리적인 이성을 찾아보기 어렵다. 구태에 빠진 국민들은 새로운 시대를 못 연다."는 글을 게재했다.

### 더불어민주당과 문재인 정부, 야당 비난
강연재는 더불어민주당이 2018년 6월 13일에 실시된 제7회 전국동시지방선거·국회의원 재보궐선거에서 참패를 기록한 자유한국당을 향하여 제대로 된 반성과 국정 협력이 필요하다는 대변인 논평을 발표하자 자신의 페이스북에 "더불어민주당은 번지수를 잘못 찾고 나대고 있다. 더불어민주당은 야당 시절에 대통령의 권력을 견제해야 한다고 소리쳤지만 정권을 잡고 나서는 1년 내내 '청와대의 꼭두각시, 앵무새'처럼 행동하고 있다. 이들이 자행한 성폭력, 권력 갑질, 시민 단체 인사들의 부패, 대선 조작은 까보면 드러난다. 더불어민주당은 정권을 잡기 이전에 '언론 개혁, 검찰 개혁'을 주장했지만 정권을 잡고 나서는 미친 듯이 '언론 장악, 검찰 장악'을 휘두르고 있다."고 분풀이 섞인 글을 남겼다. 또한 2018년 6월 26일에는 자신의 페이스북에 경찰이 세월호 침몰 사고 관련 집회 참가자들을 상대로 제기한 손해배상 청구 소송을 지속할 의지를 밝히겠다는 입장을 지지하는 글을 게재하여 법원과 경찰개혁위원회가 문재인 정부의 지시로 경찰의 소송을 가로막고 있다는 사실을 거론하는 한편 "문재인 정부가 편을 갈라서 법치주의를 걸레짝처럼 만들고 있다. 이것이 나라다운 나라인가?"라고 지적했다.
강연재는 2018년 7월 10일에 CBS 표준FM의 《시사자키 정관용입니다》에 신지예 녹색당 서울특별시장 후보와 함께 출연하여 혜화역 인근에서 일어난 불법촬영 편파수사 규탄시위에 대해 "문재인 대통령을 향해 '문재인 재기해'(문재인 대통령은 자살하라는 뜻), '곰'이라고 비방하는 것은 '쥐'(이명박 전 대통령을 비방하는 표현), '닭'(박근혜 전 대통령을 비방하는 표현)이라는 표현에 비하면 혐오 발언이 아닌 귀여운 수준이다. 이러한 표현은 문재인 대통령을 지지하는 일부 세력들의 과민 반응에 불과하다."라고 발언했다.
강연재는 2018년 12월 5일에 자신의 페이스북에 홍준표 자유한국당 대표를 비판하는 발언을 했던 하태경 바른미래당 의원, 이준석 바른미래당 최고위원을 향하여 "대한민국 정치판이 이렇게 인간적인 도리도, 위아래도 없는 개판이 되었습니까? 일반 사회에서 30대가 60대 어르신을 향해 공공연하게 비아냥을 하면 싸대기 한 대는 맞았을 일입니다."라고 비난하는 글을 남겼다.

### 전광훈 관련 논란
강연재는 2020년 8월 15일에 전광훈 목사가 서울 광화문광장에서 주최한 문재인 정부 규탄 대국민 시위에서 연사로 참가했다. 여기에 전광훈 목사는 강연재를 향해 '자신의 수양딸'로 삼겠다는 발언을 했고 강연재 또한 '자신의 아버지와 같은 전광훈의 딸내미'가 되겠다는 발언을 했다.
강연재는 2020년 8월에 서울 사랑제일교회에서 촉발된 대한민국의 코로나19 범유행에서 전광훈 목사와 사랑제일교회의 변호인단에 참여했다. 강연재는 사랑제일교회의 기자회견 내내 "문재인 구속이 최고의 방역"이라는 표어를 내걸면서 "문재인 정부가 코로나19 방역을 핑계로 교회를 탄압하고 계엄령을 선포하여 독재, 공안 통치 행위를 자행하는 한편 코로나19 확산과 방역 실패 책임을 국민들에게 떠넘겼다."고 비난하는 성명을 발표했다.
강연재를 비롯한 변호인단은 2020년 8월에 정부가 8.15 집회에 참가한 국민들을 상대로 강제 검사, 통신 추적, 감금을 자행한 책임을 물어 정세균 국무총리, 박능후 보건복지부 장관, 서정협 서울특별시장 권한대행, 장하연 서울지방경찰청장, 박규석 종로경찰서장 등을 검찰에 고발했다. 또한 몇몇 언론사가 서울 사랑제일교회에 대한 명예훼손이 담긴 허위 보도를 했다며 MBC, JTBC, 연합뉴스, 한겨레를 검찰에 고발했다.

## 경력
- 2002년 : 제44회 사법시험 합격
- 2005년 : 제34회 사법연수원 수료
- 법무법인 바로세움 소속변호사
- 법무법인 대륙아주 소속변호사
- 2007년 : 서울중앙지방법원 상설조정위원회 조정위원
- 2009년 : M&A 컨설팅 상무이사
- 2010년 1월 ~ 2012년 : 대한변호사협회 사무차장
- 2011년 : 사회복지공동모금회 모금분과위원회 위원
- 청년당 대변인
- 2012년 : 사랑의 장기기증운동본부 변호사홍보대사
- 2012년 : 방송통신심의위원회 제19대국회의원선거방송심의위원회 위원
- 2011년 ~ 2012년 : 국회 입법지원단 위원
- 2014년 : 한국여성변호사회 대변인
- 2014년 3월 ~ 2014년 6월 : 새정치민주연합 상근부대변인
- 2016년 1월 : 미래창조과학부 전자문서전자거래분쟁조정위원회 위원
- 국민의당 부대변인
- 홍준표 자유한국당 대표 법무특보
- 2018년 1월 ~ 2018년 9월 : 자유한국당 노원구 병 당협위원장
- 법무법인 광화 변호사
- 자유연대 공익지킴이센터 센터장
- 국민통합연대 대변인
- 법무법인 광복 변호사
- 국민혁명당 대변인

## 수상
- 2012년 대한변호사협회장 표창

## 도서
- 2015년 《안철수는 왜? - 안철수의 지난 3년, 숨겨진 뒷 이야기》 (더굿, 공동 저자: 강동호, 오창훈, 정연정)

## 역대 선거 결과
|  | 0.34% |

|  | 20.88% |

|  | 14.48% |